# La Possédée du lac
Pour l'opéra de Rossini, voir La donna del lago.
Pour plus de détails, voir Fiche technique et Distribution.
La Possédée du lac, initialement sorti sous le titre La Femme du lac (titre original : La donna del lago), est un giallo italien réalisé par Luigi Bazzoni et Franco Rossellini, sorti en 1965. Il s’agit d’une adaptation du roman éponyme de l’écrivain italien Giovanni Comisso inspiré lui-même d'un fait divers.

## Synopsis
Bernard (Peter Baldwin) est écrivain. Il décide de prendre une pause et part se ressourcer dans un hôtel situé dans une région montagneuse au nord de l’Italie et installé au bord d’un lac. Lors d’un précédent séjour, il avait eu une aventure avec Tilde (Virna Lisi), une femme de chambre, qu’il espère retrouver. Sur place, il apprend le décès de Tilde. Les gérants refusent de répondre à ses questions sur ce sujet et les villageois l'ignorent. Intrigué et chagriné, Bernard se rend au cimetière pour voir la tombe de Tilde. Il y fait la rencontre d’une mystérieuse femme ...

## Fiche technique
- Titre français : La Possédée du lac (titre DVD)[1] ou La Femme du lac (titre cinéma 1966)[2]
- Titre original italien : La donna del lago
- Réalisation : Luigi Bazzoni et Franco Rossellini
- Scénario : Luigi Bazzoni, Franco Rossellini, Giulio Questi et Renzo Rossellini, d'après le roman éponyme de Giovanni Comisso
- Direction artistique :
- Décors : Luigi Scaccianoce (it)
- Costumes : Danda Ortona
- Photographie : Leonida Barboni
- Son : Giannetto Nardi
- Montage : Nino Baragli
- Musique : Renzo Rossellini
- Production : Manolo Bolognini
- Société(s) de production : B. R. C. Produzioni, Istituto nazionale Luce
- Société(s) de distribution :
- Budget :
- Pays d'origine : Italie
- Langue originale : italien
- Format : Noir et blanc — 35 mm — 2.35:1
- Genre : giallo, film à énigme, drame et thriller
- Durée : 95 minutes
- Dates de sortie :
  -  Italie : 1965 (Festival international du film de Locarno)
  -  Italie : 10 août 1965
  -  France : 25 novembre 1966[2]

## Distribution
- Peter Baldwin : Bernard
- Virna Lisi : Tilde
- Philippe Leroy : Mario
- Ennio Balbo (it) : inspecteur de police
- Valentina Cortese : Irma
- Piero Anchisi : Francesco
- Pia Lindström : Adriana
- Salvo Randone : le gérant Enrico
- Mauro Laurentino
- Anna Gherardi
- Vittorio Duse
- Bruno Scipioni

## Autour du film
- Il s'agit du premier long-métrage de Luigi Bazzoni.
- Ce film est une adaptation du roman éponyme de l’écrivain italien Giovanni Comisso publié en 1962 en Italie. Ce récit s’inspire d’un fait divers ayant eu lieu à Alleghe, un village situé dans la province de Belluno au pied des Dolomites en Italie. Entre 1933 et 1946, plusieurs meurtres ont été commis autour du lac d’Alleghe.
- En 2004, Lucio Gaudino réalise le giallo Segui le ombre sur le même sujet.